# Гезеріє
Гезеріє (рум. Găzărie) — село у повіті Бакеу в Румунії. Адміністративно підпорядковане місту Мойнешть.
Село розташоване на відстані 230 км на північ від Бухареста, 32 км на захід від Бакеу, 110 км на південний захід від Ясс, 116 км на північний схід від Брашова.

## Населення
За даними перепису населення 2002 року у селі проживали 1159 осіб. Усі жителі села рідною мовою назвали румунську.
Національний склад населення села:
| Національність | Кількість осіб | Відсоток |
| -------------- | -------------- | -------- |
| румуни         | 1149           | 99,1%    |
| цигани         | 10             | 0,9%     |